# Haklik Norbert
Haklik Norbert (Ózd, 1976. január 10. –) magyar író, műfordító, újságíró.

## Élete
Haklik Tamás Zoltán és Püspöki Ilona gyermekeként született. 1994-1998 között az Eötvös Loránd Tudományegyetem Tanárképző Főiskolai Kar magyar-angol szakos hallgatója volt. 
1994-ben jelent meg első novellája. 1998-2001 között különböző napilapok – Napi Magyarország, Magyar Nemzet – külső munkatársa volt. 2001-től 2006-ig a Magyar Nemzet belső munkatársa.
2006 óta Csehországban (Brno) él.

## Művei
- A Mennybemeneteli Iroda és más történetek (1998, 2013)
- Világvége Gömörlúcon – Magyar Kalendárium (2001)
- Az év novellái 2002 (antológia, 2002)
- Szoci áldemokraták (2003)
- Big Székely Só. Ez vagy valami, vagy mén valahová...; Ulpius-ház, Bp., 2006
- Egy Duna-regény anatómiája özelítések Kabdebó Tamás Danubius Danubia című folyamregényéhez; Concord Media Jelen, Arad 2013 (Irodalmi jelen könyvek)
- Tom Hanks a vizek felett. N_v_ll_k; Scolar, Bp., 2017 (Scolar live)[1]
- A Tallin-Zágráb-Bukarest tengely. Kritikák kortárs világirodalomról; Orpheusz, Bp., 2018
- Mona Lisa elrablása (regény); Pest Kalligram, Bp., 2021

## Műfordításai
- A Távol-Kelet és az új Európa (1999)
- Az újkori Európa születése (2000)
- David Brin: Dettó (2009)

## Díjai, kitüntetései
- Hajnóczy Péter-ösztöndíj (1999)
- Móricz Zsigmond-ösztöndíj (2001)
- Greve-díj (2003)
- Wass Albert-díj (2004)
- A Szent István Emlékév alkalmából kiírt novellapályázat első díja (2013)
- Vár-díj (2013)
- A Kortárs kritikapályázatának első díja (2015)
- A Magyar Írószövetség Szavakban lobog című 1956-os novellapályázatának II. díja (2016)[2]